# Tomo Markov Ivanović
Tomo Markov Ivanović je bio sin Marka Ivanovića koji se doselio iz Kuča na obronke Sinjajevine. On je rodonačelnik Tomovića. Imao je dva brata: Baka (čiji potomci nose prezime Baković) i Đurđa (čiji potomci nose prezime Đurđević). Rođen je sredinom 18. veka. Imao je najmanje četiri sina: Aleksu (sveštenik koji se odselio na Kosovo i čiji potomci i danas tamo žive), Zrna i Marka (koji su ostali da žive u Gornjim Poljima na planini Sinjajevini) i Ivana koji je odlučio da se spusti sa planine u Donja Polja.